# Nicolae Densusianu

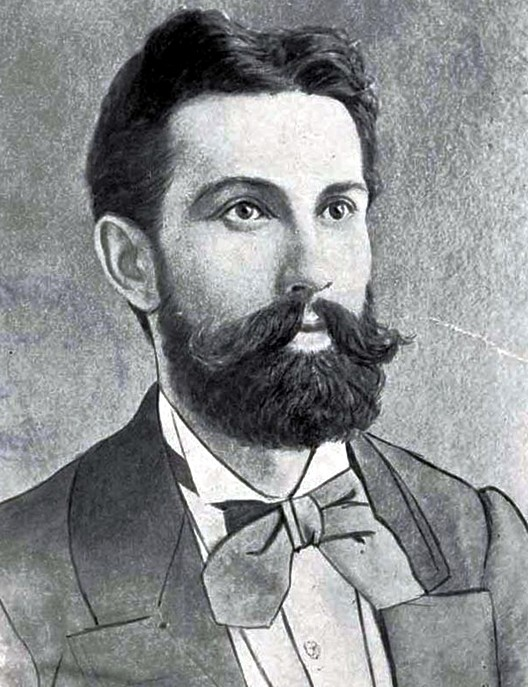
Nicolae Densuşianu

Nicolae Densusianu (1846 - 1911) era um transilvânio etnólogo e colecionador de folclore  romeno. O seu principal trabalho, pelo qual continua a ser lembrado, foi editada postumamente Dacia Preistorică (1913). Nesta obra Densusianu combina os estudos de folclore e de religião comparativa com a arqueologia e constrói uma teoria sobre a pré-história das culturas Dácias, criticada por muitos como sendo um trabalho pouco profissional e evidente nacionalismo e fonte do  protocronismo.
Resumidamente, Densusianu defende a existência de um "Império Pelásgo" com centro na Dácia criado no 6º milénio BC, compreendendo toda a  europa. e que foram os Dácios os fundadores da Roma Antiga.

## Biografia
Nasceu na pequena aldeia de Densus, na Transilvânia, que pertencia á Áustria-Hungria, cresceu num ambiente cultural Romeno. Exerceu advocacia na região natal após receber o diploma de direito da Universidade de Sibiu (1872). Em 1877, no inicio da guerra Rússia-Turquia, 1877-1878, recebe a cidadania romena quando regressa ao novo estado independente romeno. Toma parte activa no movimento nacionalista pela Grande Roménia.

## Legado
O seu trabalho foi criticado por outros como Bogdan Petriceicu-Hasdeu, and Alexandru Dimitrie Xenopol. e classificado como fantasmagórico pela falta de profissionalismo embora os seus métodos tenham sido mais tarde usados pela arqueóloga Marija Gimbutas.